# Армелин, Гастон
Гасто́н Армели́н (согласно правилам практической транскрипции — Армелен, фр. Gaston Armelin; 25 января 1860, Монтобан — 18 ноября 1941, Париж) — французский поэт и астроном, создатель календаря Армелина.

## Биография

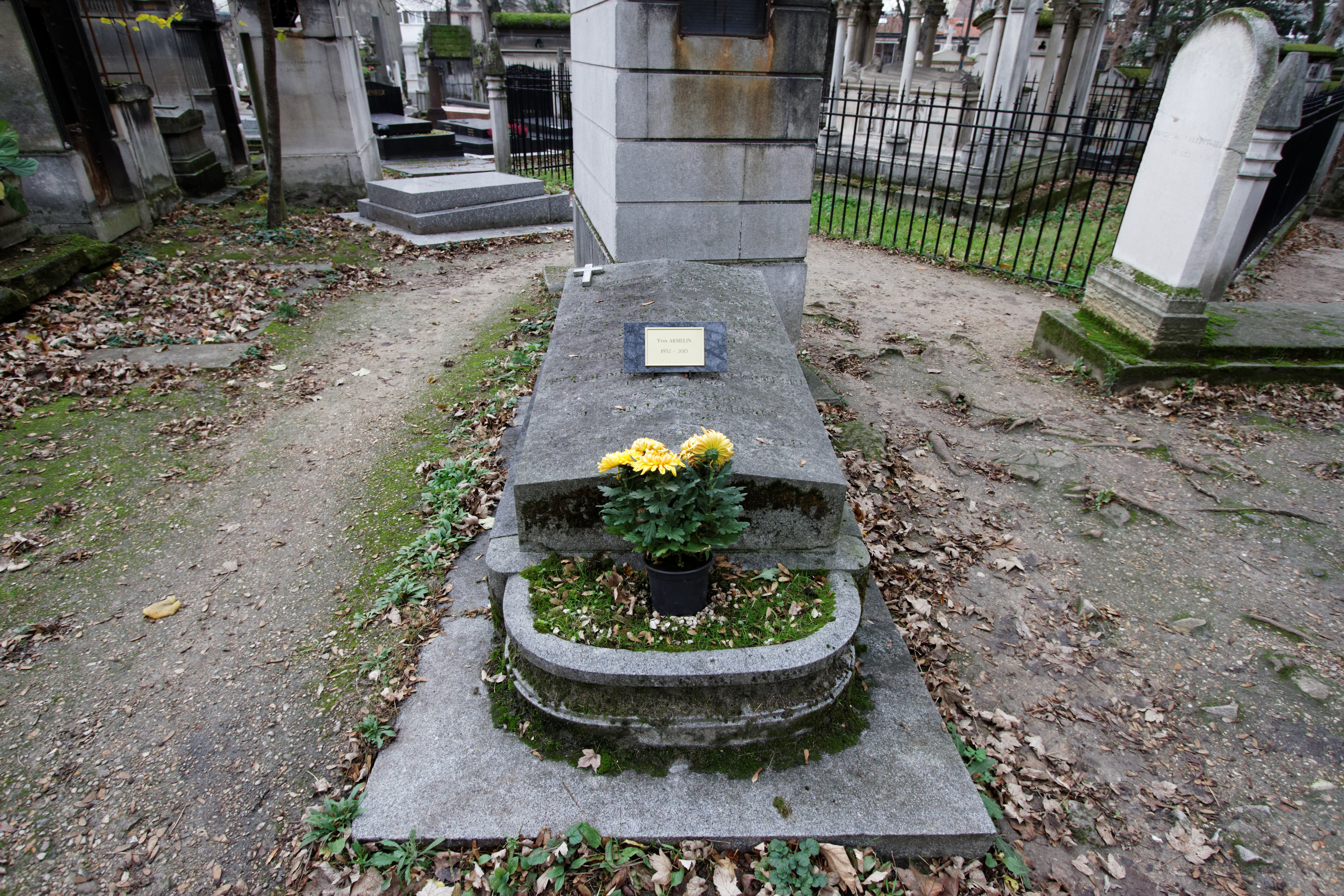
Могила Г. Армелина

Родился в Монтобане 25 января 1860 года. Детство провёл в Нормандии. В возрасте 18 лет переехал в Париж. Там стал работать в военном министерстве, где и проработал всю жизнь. Был удостоен звания высшего офицера Ордена Почётного легиона.
В 1887 году, вступив во Французское астрономическое общество, стал его 42-м членом. В 1890 году стал членом Бюро данного общества. В течение десяти лет исполнял функции помощника секретаря астрономического общества.
Увлекался живописью (его наставником был Каролюс-Дюран). Портрет молодой девушки работы Армелина даже выставлялся в Парижском салоне. Издал несколько сборников стихов и поэм, некоторые из которых были удостоены ряда престижных французских литературных премий. Являлся членом комитета Общества французских поэтов, членом Совета директоров Фонда Виктора-Гюго и др.
Скончался 18 ноября 1941 года от эмболии. Похоронен в Париже на кладбище Пер-Лашез.

## Календарь Армелина
28 февраля 1887 года состоялось второе собрание Французского астрономического общества, на котором был объявлен конкурс по созданию всемирного календаря. В декабре 1887 года был определён победитель конкурса, которым стал проект календаря, подготовленный Гастоном Армелином. Именно этот проект победил в конкурсе и получил первую премию Французского астрономического общества. Позже этот проект календаря обсуждался во Французской академии наук.
В 1937 году Международный комитет по реформе календаря вынес на обсуждение Лиги Наций проект календаря Армелина, который был предварительно одобрен правительствами 70 стран. Однако начавшаяся Вторая мировая война приостановила работу по всемирной реформе календаря.
В 1954 году на 18-й сессии экономического и социального совета ООН был повторно одобрен проект всемирного календаря, в основе которого лежал календарь Армелина, который и был предложен к обсуждению на Генеральной Ассамблее. Однако из-за позиции Ватикана, выступившего против календаря, проект был отклонён.

### Поэзия
- 1888 — Земля предков — La Terre des aïeux
- 1890 — Слава побеждённых (Фламмарион) — La gloire des vaincus (Flammarion)
- 1892 — Ангел Жанны — L’Angelus de Jeanne
- 1897 — Золотая книга 1870 — Le livre d’or de 1870
- 1899 — Архангел битв — L’Archange des batailles
- 1903 — Ваграм — Wagram
- 1904 — Солнцестояние, или Стихи, прочитанные на вечеринке в честь летнего солнцестояния на Эйфелевой башне, 21 июня 1904 года — Solstice, poésie dite à la fête du solstice d'été, sur la tour Eiffel, le 21 juin 1904
- 1904 — Поля сражений Гельвеции — Champs de bataille d’Helvétie
- 1905 — Поэма о Великой армии, Швабии, Австрии и Моравии (1805) — Le Poème de la grande armée, Souabe, Autriche, Moravie (1805)
- 1920 — Буколики Вергилия — Les Bucoliques de Virgile
- 1922 — Жирар де Вьенн (стихотворный перевод Каролингского цикла) — Girard de Vienne. Chanson de geste d’après le trouvère Bertrand de Bar (L’Epopée carlovingienne)
- 1926 — Орлеанида. Суд Безумного короля, историческая поэма — L’Orléanide. La Cour du roi fou, poème historique
- 1929 — Ожье Датчанин и детство Роланда (стихотворный перевод Каролингского цикла) — Ogier le Danois et l’enfance de Roland (L’épopée carlovingienne)

### Научные труды
- Réforme du calendrier. // L'Astronomie, 1888, t. 7, p. 347—349.

## Награды

### Литературные премии
- 1893 — Премия Аршон-Десперуз[фр.] за поэму «Слава побеждённых»[5].
- 1898 — Монтионовская премия за поэму «Золотая книга 1870»[5].
- 1930 — Премия Аршон-Десперуз[фр.] за поэму «Ожье Датчанин и детство Роланда»[5].

### Научные награды
- 1887 — главный приз Французского астрономического общества за проект реформы календаря[6][7].
- 1909 — Prix des Dames[фр.][8]

## Семья
- Сестра — миссис Депенсе (Depincée)
- Сын — Гастон Армелин